# India Ennenga

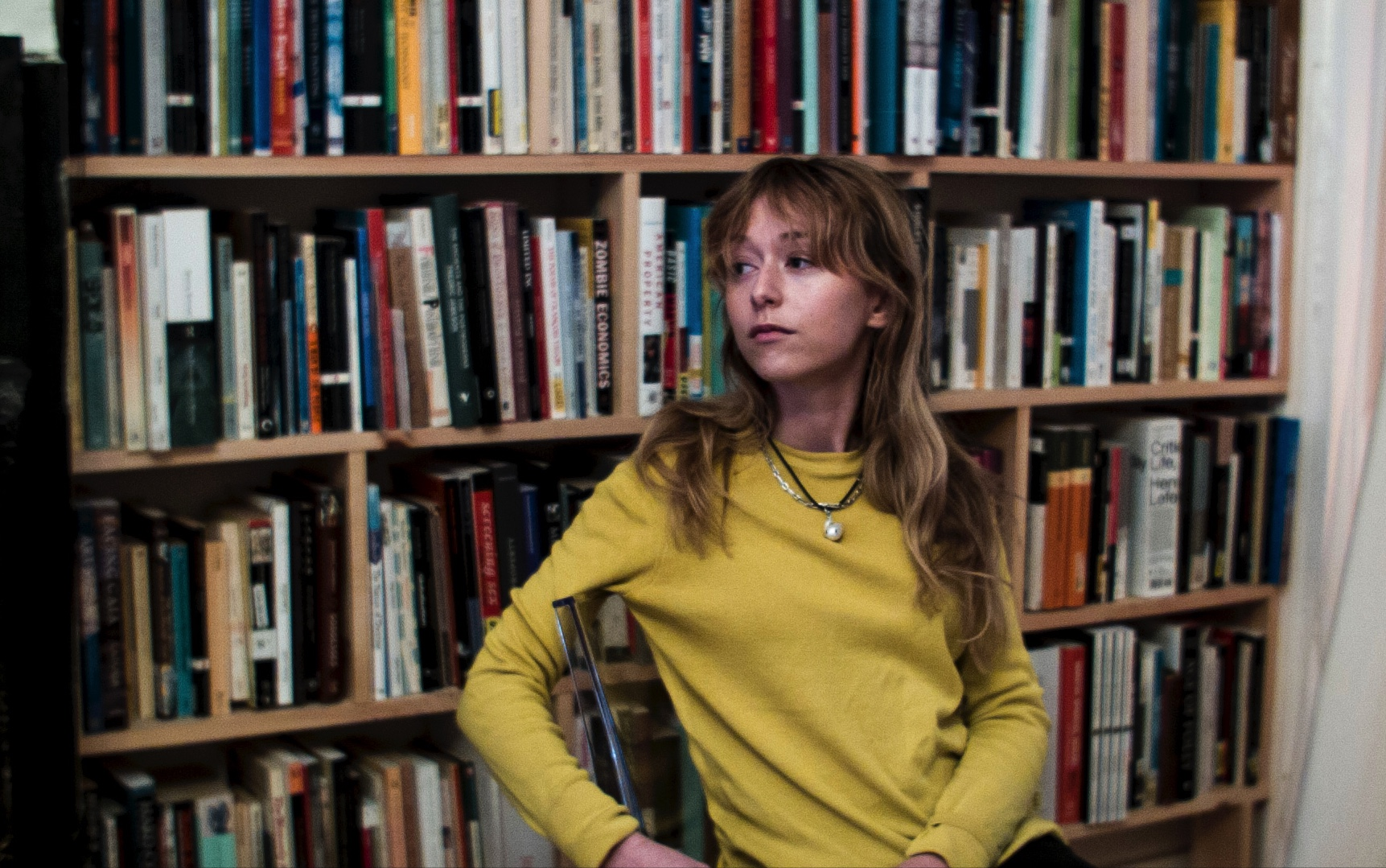
India Ennenga, 2018

India Ennenga (* 16. November 1994 in New York City, New York) ist eine US-amerikanische Schauspielerin.

## Leben und Karriere
India Ennenga wurde im November 1994 in New York City geboren. Sie ist bekannt für ihre Rolle als Sofia in der HBO-Serie Treme und als Camille im A&E-Drama The Returned.

## Filmografie (Auswahl)
- 1998: Wrestling with Alligators
- 2008: The Last International Playboy
- 2008: The Women – Von großen und kleinen Affären (The Women)
- 2010: Multiple Sarcasms
- 2010–2013: Treme (Fernsehserie, 33 Folgen)
- 2012: Versuchung – kannst du widerstehen? (Nobody Walks)
- 2014: Sun Belt Express
- 2015: About Scout
- 2015: The Returned (Fernsehserie, 10 Folgen)
- 2018: Charlie Says
- 2018: Radium Girls
- 2019: The Irishman
- 2020: The Orchard
- 2022: Inventing Anna (Fernsehserie, Folge 1x04)
- 2025: V13

## Synchronsprecherin
- 2006: Pinky Dinky Doo